# Balearici
I Balearici (in latino Baliares) furono una popolazione iberica stanziatasi nelle isole Baleari intorno al 2000 a.C..

## Storia
Secondo gli archeologi il primo popolamento delle Baleari è databile alla fine del III millennio a.C. (benché esistano tracce di frequentazione umana delle isole risalenti al neolitico) quando popolazioni provenienti da un'area compresa fra il nord-est della penisola iberica e la Francia sud-orientale si stabilirono nell'arcipelago, forse per sfuggire al clima di violenza di quel periodo sul continente.

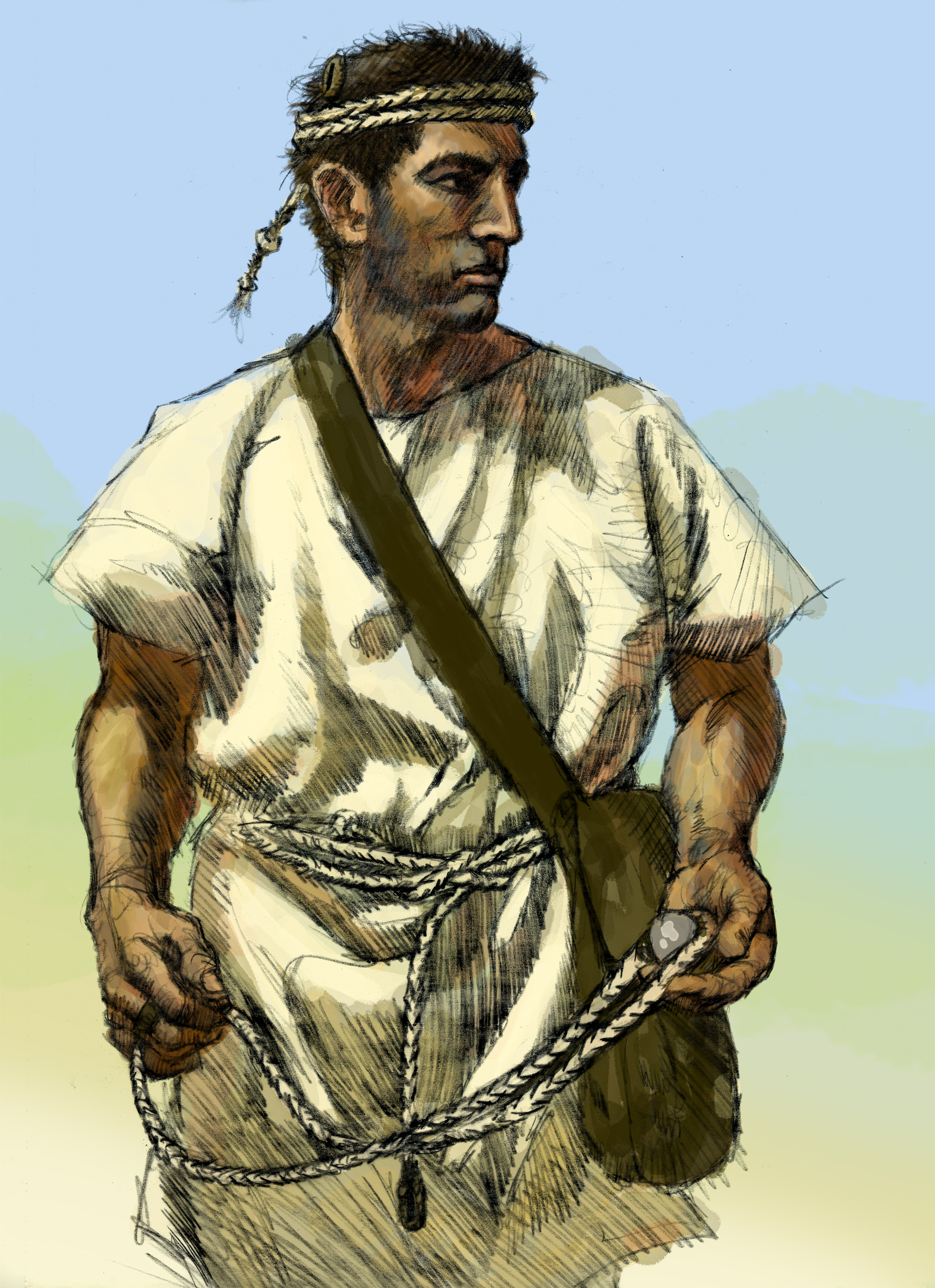
Frombolierie delle Isole Baleari.

Affini ai Balari di Sardegna, I Balearici eressero a partire dal II millennio a.C. strutture architettoniche simili ai nuraghe chiamate talaiot, costituendo la cosiddetta civiltà talaiotica.
Gli antichi greci li descrivono come uomini che vivevano completamente nudi durante la stagione estiva (da qui il nome greco Gymnesiae per indicare le Baleari) o vestiti di sole pelli di pecora. Non utilizzavano monete, né d'oro né d'argento e pur non coltivando la vite amavano bere il vino. Vengono descritti dagli storici antichi anche come ottimi frombolieri, utilizzati come mercenari da Greci, Punici e Romani.